# Erlensee

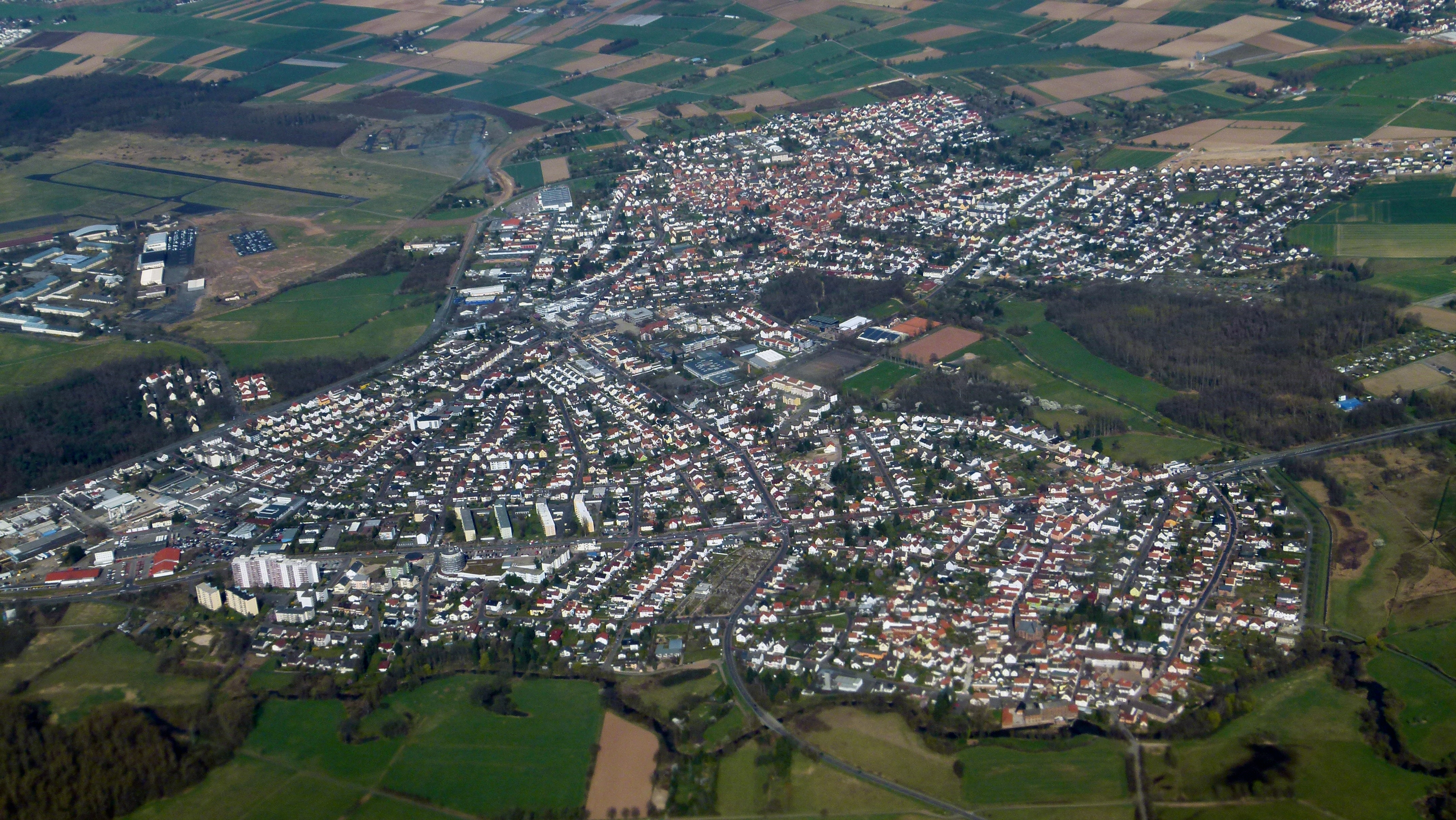
Luftbild von Langendiebach und Rückingen

Erlensee ist eine Stadt im Main-Kinzig-Kreis in Hessen an der Bundesautobahn 66 etwa 25 km östlich von Frankfurt am Main.

## Geografie

### Geografische Lage
Erlensee liegt am Übergang der Wetterau in das Kinzigtal auf etwa 110 m ü. NN. Die Kinzig fließt südlich an der Stadt vorbei, bevor sie in das südwestlich Erlensees gelegene, ausgedehnte Waldgebiet der Bulau eintritt. Nördlich der Stadt beginnt das Ronneburger Hügelland.

### Nachbargemeinden
Die Stadt Erlensee grenzt im Nordwesten an die Stadt Bruchköbel und im Nordosten an die Gemeinde Neuberg, im Osten an die Stadt Langenselbold und an die Gemeinde Rodenbach. Im Südwesten grenzt die Stadt Erlensee an die Stadt Hanau.

### Stadtgliederung
Erlensee besteht aus den zwei Stadtteilen Langendiebach (~  8.030 Einwohner) und Rückingen (~ 5.975 Einwohner).

## Geschichte

### Vorgeschichte und Mittelalter

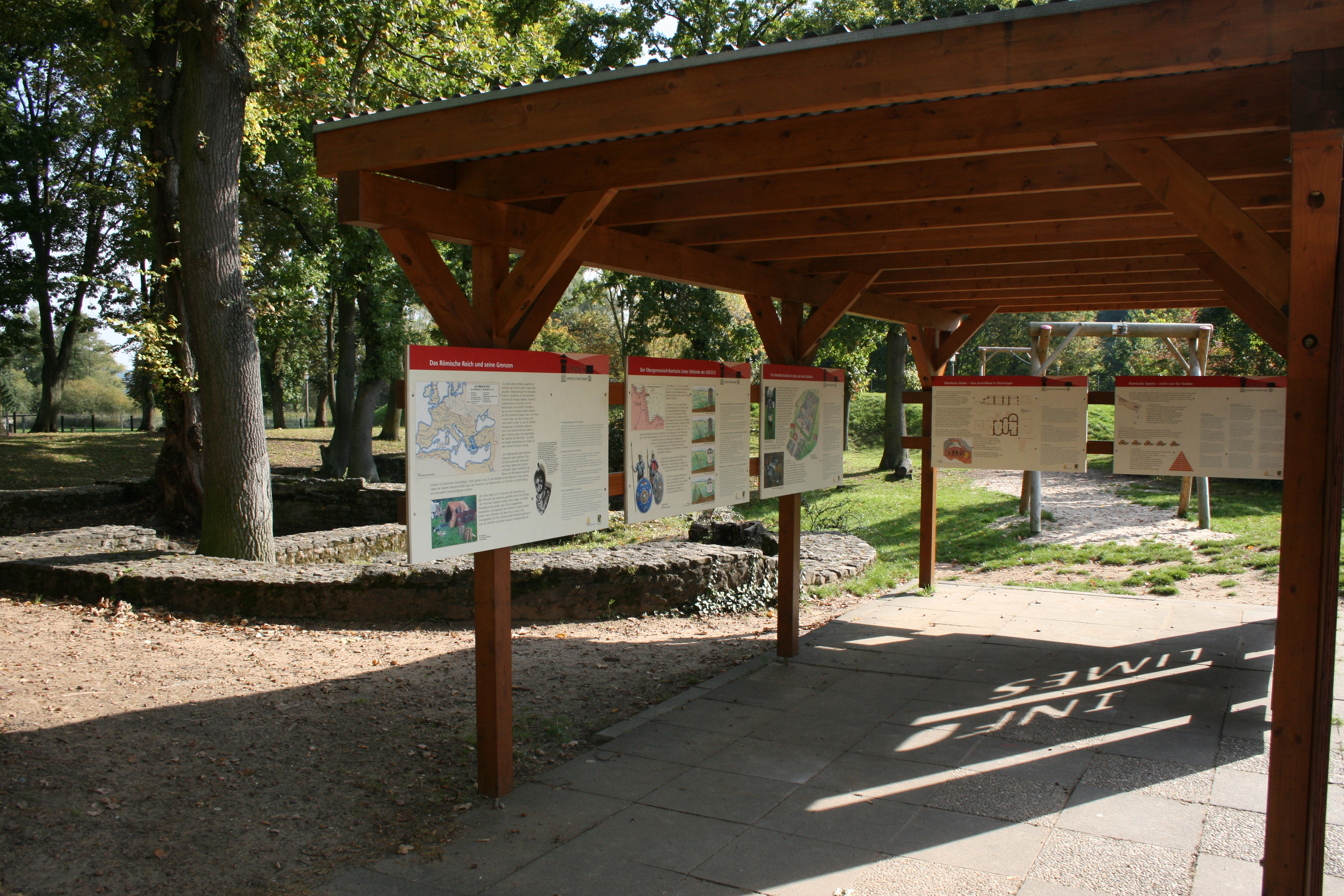
Infopavillon und rekonstruierte Grundmauern des Kastellbades von Rückingen.

Während der Römerzeit (ca. 100 bis 260 n. Chr.) befanden sich zur Sicherung des Obergermanisch-Raetischen Limes im Bereich des heutigen Rückingen das Kastell Rückingen (auch Kastell Alteburg oder Altenburg) mit der Kohorte Cohors III Delmatarum (eine Auxiliareinheit, etwa 500 Soldaten aus der römischen Provinz Dalmatia) und in Langendiebach das Kleinkastell Langendiebach.
Kastell und Kleinkastell befinden sich an der Wetteraulinie des Obergermanisch-Raetischen Limes, der seit 2005 den Status des UNESCO-Weltkulturerbes besitzt.
Rückingen wird erstmals im Jahr 1173 als „Rukkingin“ urkundlich erwähnt.
Der Stadtteil Langendiebach wurde 1226 als „Dyppach“ urkundlich erwähnt. Verschiedene Ergebnisse aufgrund von Grabungen lassen jedoch darauf schließen, dass beide Stadtteile wesentlich älter sind.
Im Vorfeld der Gebietsreform in Hessen schlossen sich am 1. Januar 1970 die Gemeinden Langendiebach und Rückingen im damaligen Landkreis Hanau zu einer Gemeinde mit dem Namen Erlensee zusammen. Namensgeber war der in der Gemarkung Langendiebach gelegene Erlensee. Am 30. Januar 2012 wurde der Gemeinde Erlensee vom hessischen Kabinett das Stadtrecht verliehen.

### Fliegerhorst
1936 richtete die deutsche Luftwaffe in Langendiebach einen Fliegerhorst (Deckname „Briefwaage“) ein, der bis zum März 1945 genutzt und dann kampflos von amerikanischen Streitkräften eingenommen wurde. Nach dem Zweiten Weltkrieg wurde er von den Amerikanern genutzt.

### Gemeindebildung
Im Zuge der Gebietsreform in Hessen fusionierten auf freiwilliger Basis am 1. Januar 1970 die Gemeinden Langendiebach und Rückingen im damaligen Landkreis Hanau zur Gemeinde Erlensee. Namensgeber war der in der Gemarkung Langendiebach gelegene Erlensee. Am 30. Januar 2012 wurde der Gemeinde Erlensee vom hessischen Kabinett das Stadtrecht verliehen.

### Entwicklung des Stadtgebiets
Zurzeit befinden sich die Neubaugebiete „Am Kreuzweg“, „Im Büchensaal“ und „Neue Mitte“ im Stadtteil Langendiebach in Planung. Das Neubaugebiet „Am Kreuzweg“ befindet sich nördlich des Langenselbolder Weges, das Neubaugebiet „Im Büchensaal“ befindet sich am östlichen Stadtrand. Das Baugebiet „Neue Mitte“ befindet sich im Stadtzentrum. Ein Teilbereich wurde bereits erfolgreich entwickelt, die restlichen Flächen werden entwickelt, wenn das neue Sportzentrum fertiggestellt und der Umzug durchgeführt ist.

## Religion
Evangelische Kirche in Langendiebach, Evangelische Kirche in Rückingen und Katholische Kirche in Erlensee. In Erlensee sind ungefähr 37 Prozent der Bevölkerung evangelisch, 23 Prozent katholisch und 40 Prozent gehören sonstigen Religionen an (Stand: 30. Juni 2012).

## Politik

### Stadtverordnetenversammlung
Die Kommunalwahl am 14. März 2021 lieferte folgendes Ergebnis, in Vergleich gesetzt zu früheren Kommunalwahlen:
| Sitzverteilung in der Stadtverordnetenversammlung 2021Insgesamt 31 Sitze - SPD: 14 - Grüne: 7 - CDU: 10 | Parteien und Wählergemeinschaften | Parteien und Wählergemeinschaften           | % 2021 | Sitze 2021 | % 2016 | Sitze 2016 | % 2011 | Sitze 2011 | % 2006 | Sitze 2006 | % 2001 | Sitze 2001 |
| Sitzverteilung in der Stadtverordnetenversammlung 2021Insgesamt 31 Sitze - SPD: 14 - Grüne: 7 - CDU: 10 | SPD                               | Sozialdemokratische Partei Deutschlands     | 45,1   | 14         | 47,8   | 15         | 48,2   | 15         | 42,1   | 13         | 38,4   | 14         |
| Sitzverteilung in der Stadtverordnetenversammlung 2021Insgesamt 31 Sitze - SPD: 14 - Grüne: 7 - CDU: 10 | CDU                               | Christlich Demokratische Union Deutschlands | 33,0   | 10         | 29,4   | 9          | 32,8   | 10         | 32,0   | 10         | 28,9   | 11         |
| Sitzverteilung in der Stadtverordnetenversammlung 2021Insgesamt 31 Sitze - SPD: 14 - Grüne: 7 - CDU: 10 | GRÜNE                             | Bündnis 90/Die Grünen                       | 21,9   | 7          | 11,0   | 3          | 19,0   | 6          | 8,7    | 3          | 10,1   | 4          |
| Sitzverteilung in der Stadtverordnetenversammlung 2021Insgesamt 31 Sitze - SPD: 14 - Grüne: 7 - CDU: 10 | TEZ                               | Traditionelles Erlenseer Zentrum            | –      | –          | 11,8   | 4          | –      | –          | –      | –          | –      | –          |
| Sitzverteilung in der Stadtverordnetenversammlung 2021Insgesamt 31 Sitze - SPD: 14 - Grüne: 7 - CDU: 10 | UBE                               | Unabhängige Bürger Erlensee                 | –      | –          | –      | –          | –      | –          | 17,3   | 5          | 22,6   | 8          |
| Sitzverteilung in der Stadtverordnetenversammlung 2021Insgesamt 31 Sitze - SPD: 14 - Grüne: 7 - CDU: 10 | gesamt                            | gesamt                                      | 100,0  | 31         | 100,0  | 31         | 100,0  | 31         | 100,0  | 31         | 100,0  | 37         |
| Sitzverteilung in der Stadtverordnetenversammlung 2021Insgesamt 31 Sitze - SPD: 14 - Grüne: 7 - CDU: 10 | Wahlbeteiligung in %              | Wahlbeteiligung in %                        | 41,3   | 41,3       | 45,2   | 45,2       | 43,8   | 43,8       | 42,0   | 42,0       | 50,1   | 50,1       |

### Bürgermeister

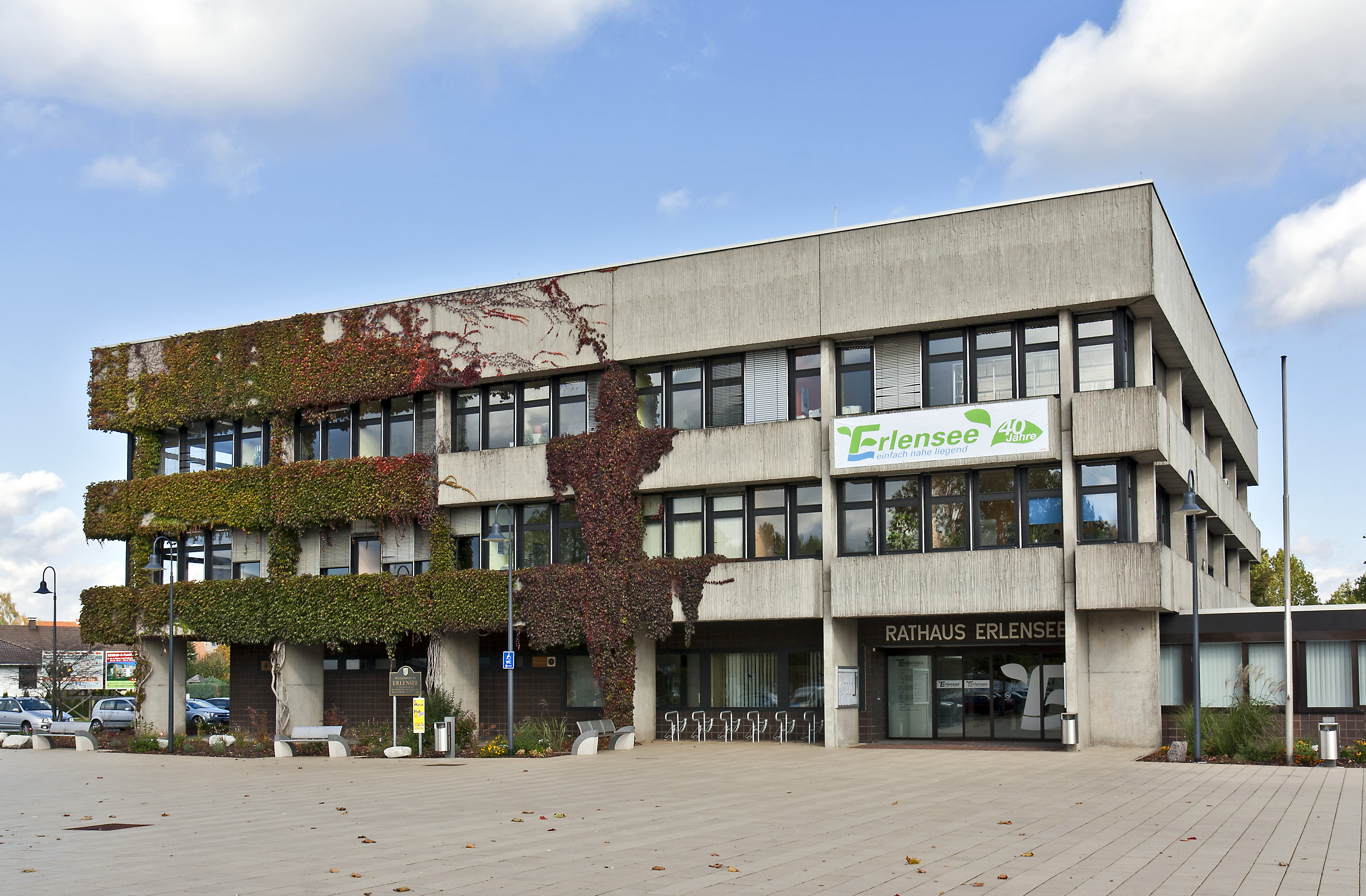
Das Rathaus in Erlensee

Nach der hessischen Kommunalverfassung wird der Bürgermeister für eine sechsjährige Amtszeit gewählt, seit dem Jahr 1993 in einer Direktwahl, und ist Vorsitzender des Magistrats, dem in der Stadt Erlensee neben dem Bürgermeister ehrenamtlich ein Erster Stadtrat und fünf weitere Stadträte angehören. Bürgermeister ist seit dem 1. Februar 2002 Stefan Erb (SPD). Er wurde als Nachfolger von Manfred Heller (SPD), der nach zwei Amtszeiten nicht wieder zur Wahl antrat, am 14. Oktober 2001 in einer Stichwahl bei 60,3 Prozent Wahlbeteiligung mit 50,4 Prozent der Stimmen gewählt. Es folgten drei Wiederwahlen, zuletzt im September 2019.
Amtszeiten der Bürgermeister
- 2002–2026 Stefan Erb[14]
- 1990–2002 Manfred Heller (SPD)
- 1972–1989 Erich Wörner (SPD) (1932–1990, Bürgermeister der Gemeinde Langendiebach von 1966 bis 1969)
- 1970–1972 Heinrich Wilhelm Lamm (1910–1976, Bürgermeister der Gemeinde Rückingen von 1952 bis 1969)

### Städtepartnerschaften
Erlensee hat seit dem 30. April 2000 mit Biggleswade in Großbritannien und seit August 1991
mit Wusterwitz in Brandenburg eine Städtepartnerschaft.

### Wappen
Am 6. Juni 1970 wurde der Gemeinde Erlensee im damaligen Landkreis Hanau ein Wappen mit folgender Blasonierung verliehen: In von Blau und Gold gespaltenem Schild aus einem viermal geteilten Wellenbalken wachsend eine Erle mit zwei Blättern und mehreren Kätzchen in verwechselten Farben.

## Kultur und Sehenswürdigkeiten

### Kultur
Über 80 Vereine und Verbände gestalten das kulturelle Angebot. Veranstaltungshallen und Bürgerhaus stehen bei Bedarf zur Verfügung. Größte regelmäßig stattfindende Veranstaltung ist das alle 2–3 Jahre stattfindende Hof- und Gassenfest in Langendiebach.

### Museen
In der Wasserburg Rückingen wurde ein Heimat-Museum eingerichtet. Das Foyer im Rathaus zeigt eine Dauerausstellung zur Geschichte der Stadt. Es gibt Pläne, auf dem Gelände des Langendiebacher Fliegerhorstes ein Museum einzurichten. In diesem Museum soll die wechselhafte Geschichte des Fliegerhorstes vom Bau und der Nutzung im Zweiten Weltkrieg, über die Nutzung als NATO-Stützpunkt der US-Streitkräfte bis zur endgültigen Schließung dargestellt werden.

### Kulturdenkmäler
An Kulturdenkmälern zu nennen sind die Wasserburg Rückingen, die Altstädte von Langendiebach und Rückingen, historische Mühlen und Kirchenbauwerke. Der Obergermanisch-Raetische Limes führt durch beide Stadtteile. Es gab hier Kastelle, ein Römerbad und römische Siedlungen. Teile des Limes sollen als UNESCO-Weltkulturerbe rekonstruiert werden.
In Langendiebach gibt es an Sehenswürdigkeiten unter anderem die Alte Schule und nebenan die evangelische Kirche, die Stadtmauer mit den gut erhaltenen Wehrtürmen, den alten Bahnhof, die Fachwerkbauten und den alten Dorfbrunnen. In Rückingen liegen das alte Römerbad, das alte Schlösschen und die Wasserburg.

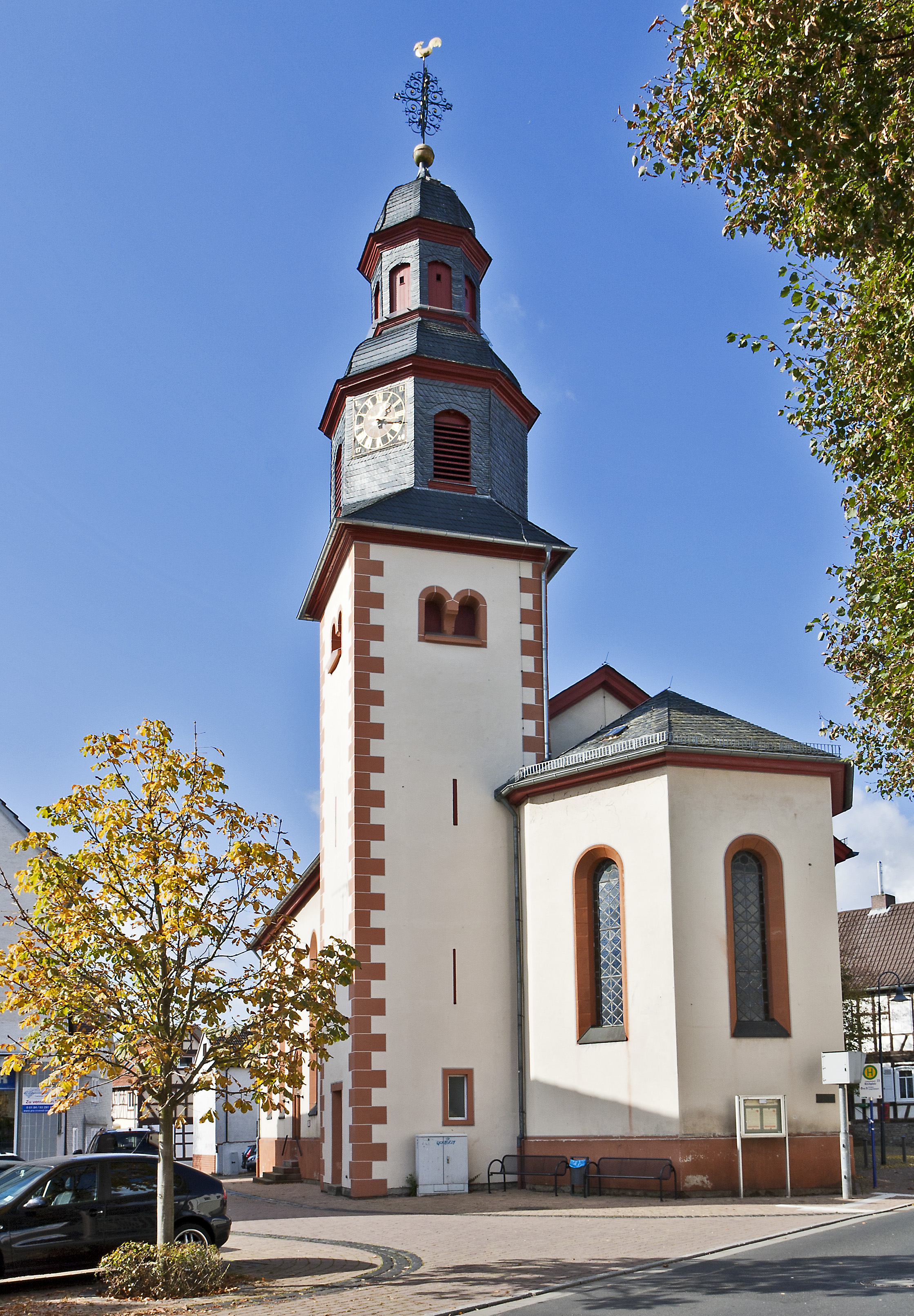
Evangelische Kirche in Langendiebach
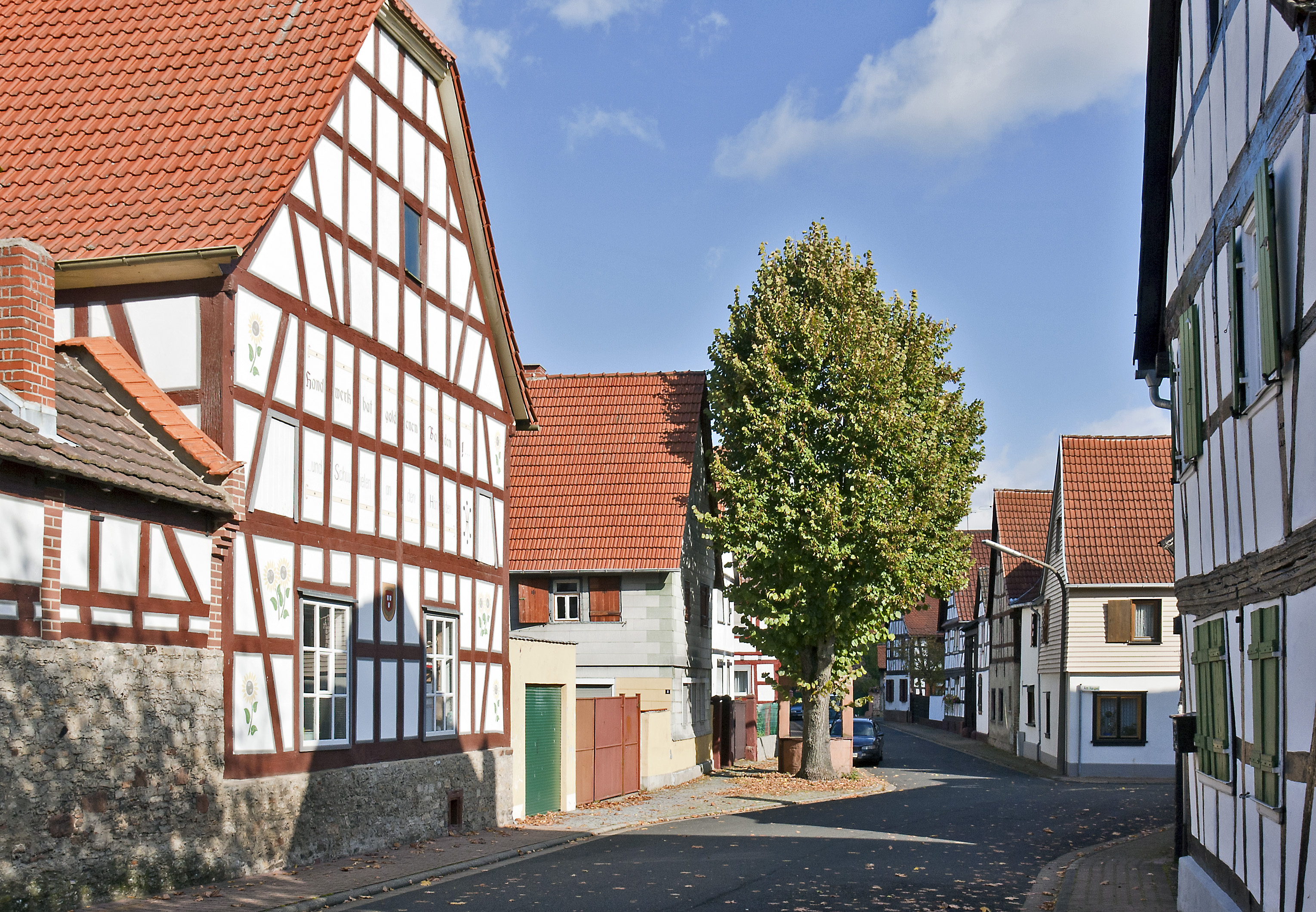
Restaurierte Fachwerkhäuser in Langendiebach
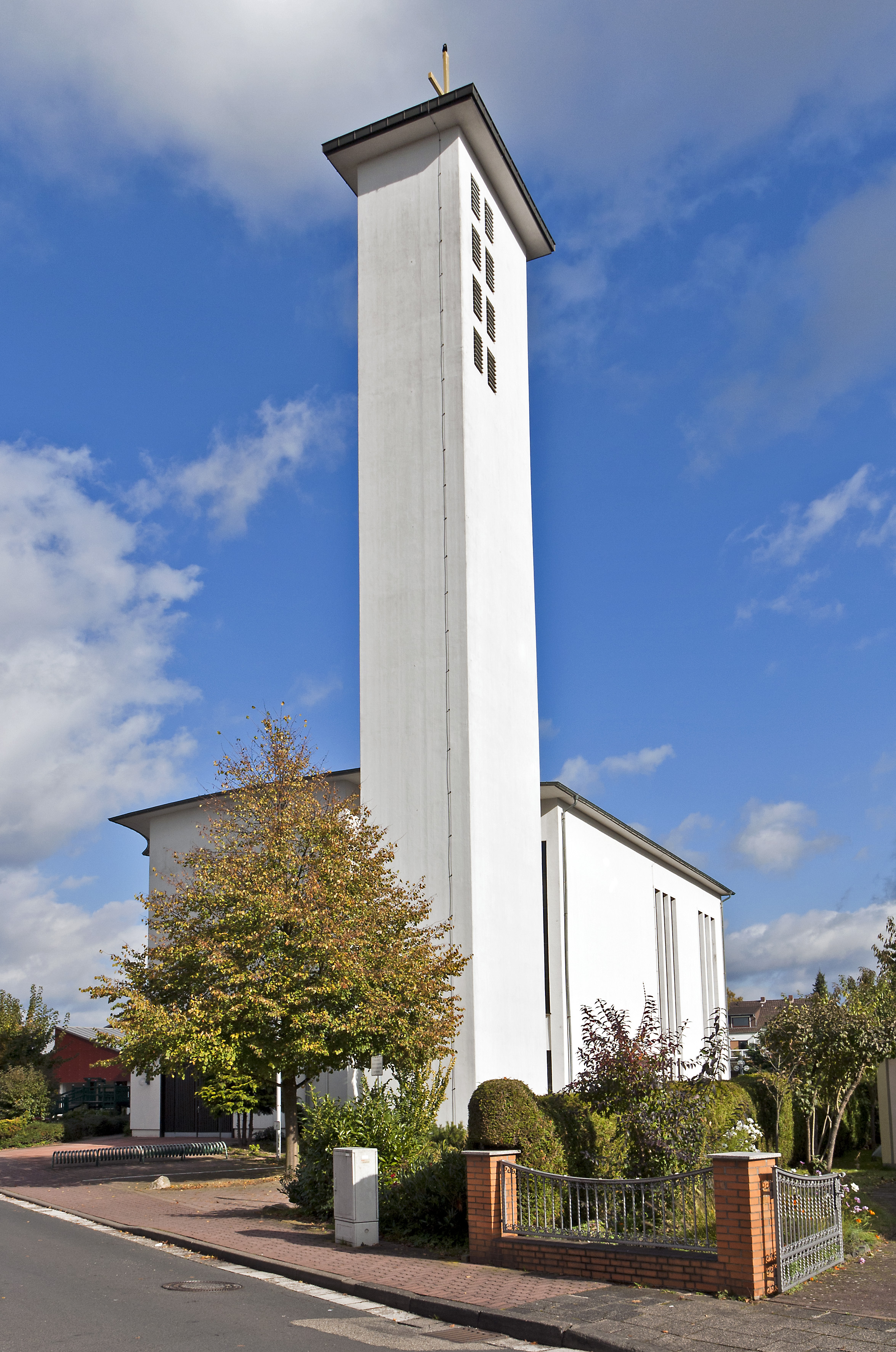
Katholische Christ-König-Kirche in Rückingen
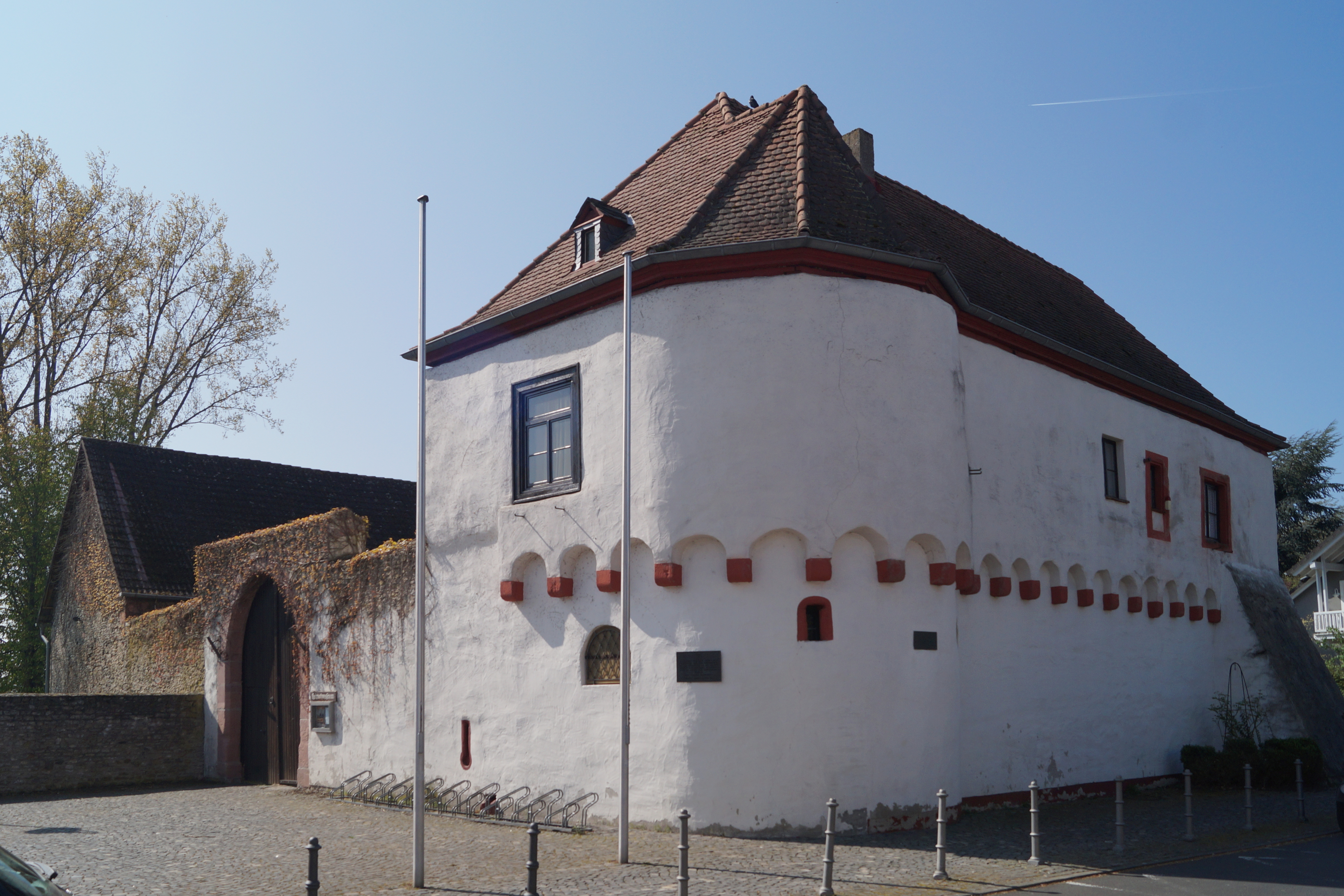
Die Wasserburg Rückingen
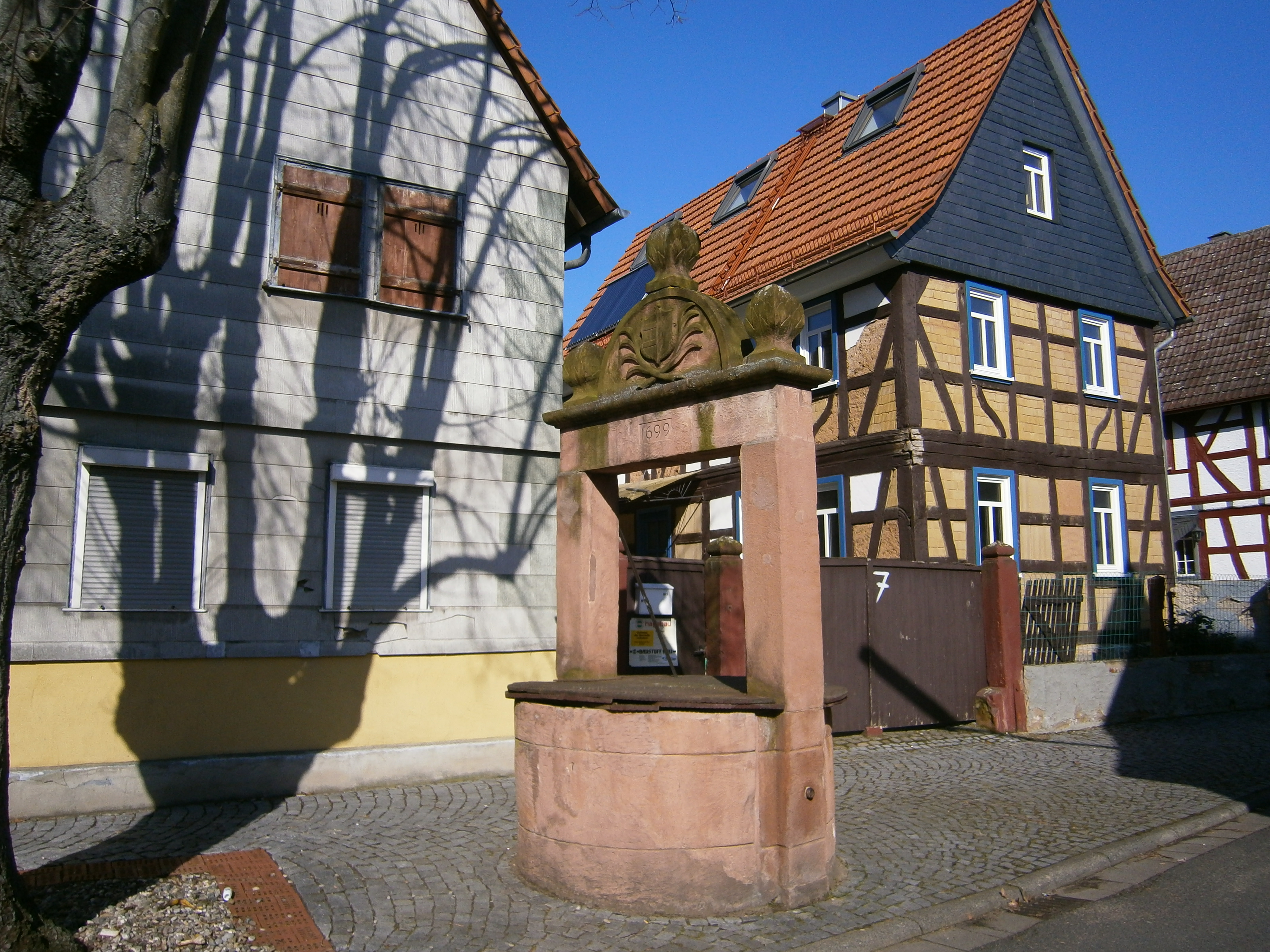
Dorfbrunnen von 1699 in Langendiebach
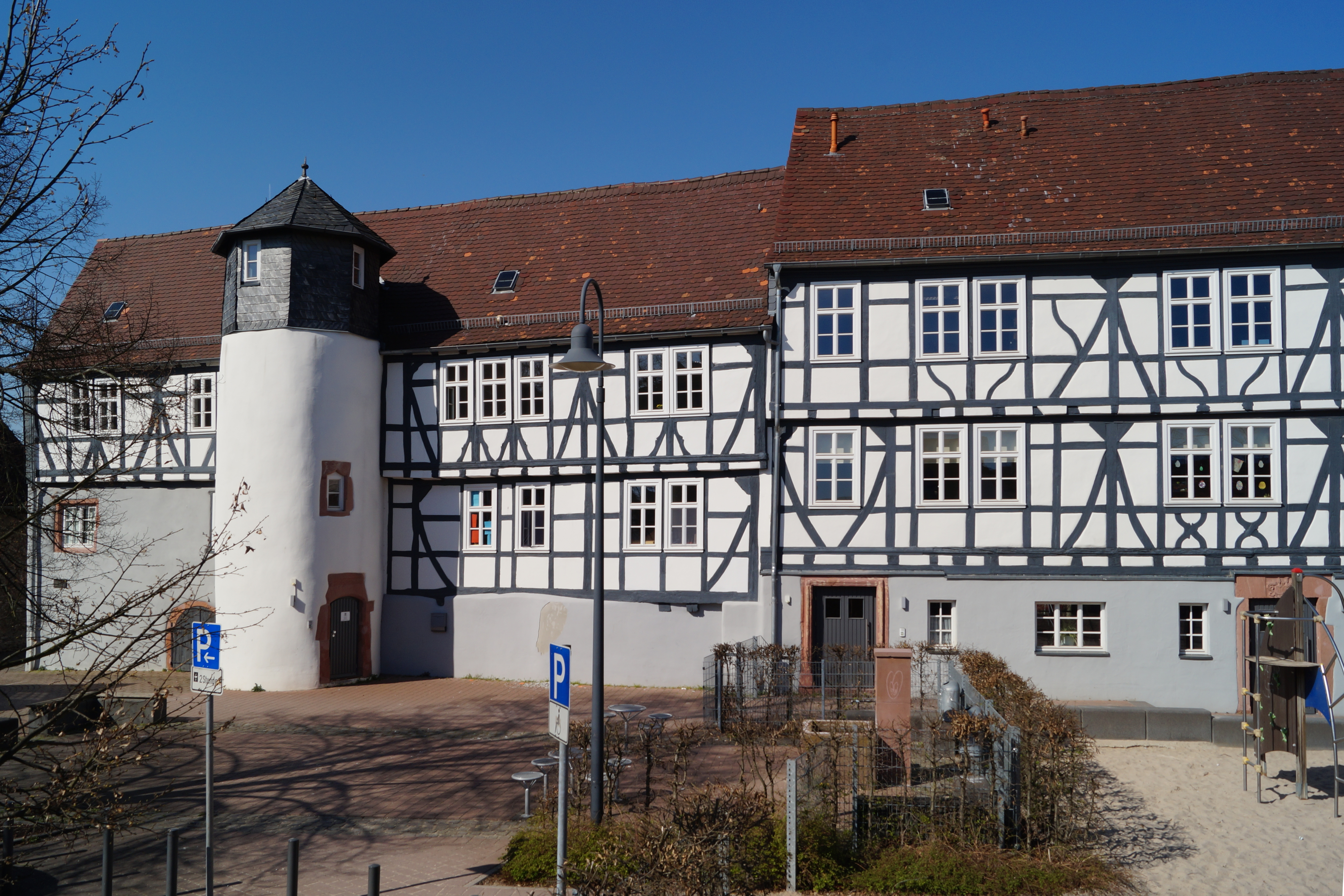
Schlösschen in Rückingen

## Wirtschaft und Infrastruktur

### Gewerbegebiete
Im neuen Gewerbepark Erlensee im Stadtteil Langendiebach hat die Firma Honda ein europäisches Schulungszentrum, die „Honda Akademie“ errichtet. Nebenan hat sich der 24-Autohof niedergelassen. Die Autohofkette gehört nach eigenen Angaben zu den bedeutendsten Autohofketten in Deutschland. Gegenüber dem Autohof kam McDonald’s seit Ende Juni 2013 hinzu. Das Logistikzentrum „Frankfurt-Ost“ der Firma Dachser hat im Februar 2012 seinen Betrieb aufgenommen. Auch die Firma Heinemann hat sich niedergelassen. Sie ist Betreiber von Duty-Free-Shops an Flughäfen und errichtet in Erlensee ihr zweites großes „Logistikzentrum Süd“. Somit wird Erlensee neben Hamburg zu einem sehr wichtigen Standort in der Unternehmensentwicklung. In der direkten Nachbarschaft baut die Spedition Fenthols ein großes Logistikzentrum. 

### Verkehr
Die Stadt Erlensee ist direkt an die Bundesautobahn 66 (Frankfurt–Fulda) und die Bundesautobahn 45 angeschlossen. Die Bundesstraße 8/Bundesstraße 40 führte früher durch Rückingen. Zwischen der Anschlussstelle Erlensee im Südwesten und dem Langenselbolder Dreieck im Nordosten der Ortslage ist die Bundesstraße nun durch die A 66 ersetzt und der Streckenabschnitt wurde herabgestuft. Dem überörtlichen Verkehr der Stadt dienen ferner die Landesstraßen L3193 und L3268 sowie die Kreisstraßen K 850 und K854.
Eine direkte Bahnanbindung gibt es in der Stadt Erlensee nicht, die nächsten Bahnhöfe befinden sich in den Nachbarkommunen Hanau, Rodenbach und Langenselbold. Hier bleibt abzuwarten, wie der freigewordene Bahnanschluss an den Fliegerhorst Langendiebach in Zukunft verwendet wird.
Den öffentlichen Personennahverkehr stellt die KreisVerkehrsGesellschaft Main-Kinzig (KVG) im Rahmen des Rhein-Main-Verkehrsverbundes sicher.

### Öffentliche Einrichtungen
Zu den öffentlichen Einrichtungen zählen das Rathaus von Erlensee, das Hallenbad mit Sauna, die Bücherei, die Erlenhalle (600 Personen), das Bürgerhaus „Zum neuen Löwen“ (200 Personen), die Fallbachhalle (200 Personen), die Wasserburg, der Calaminuspark und das Sportzentrum.
Die Freiwillige Feuerwehr Erlensee ist in zwei Feuerwehrhäusern untergebracht. Es stehen elf Einsatzfahrzeuge für rund 90 ehrenamtliche Einsatzkräfte zur Verfügung.

#### Staatliche Einrichtungen
In der Stadt Erlensee gibt es den Fliegerhorst Langendiebach. Der Fliegerhorst wurde bis Anfang 2008 als NATO-Stützpunkt von der amerikanischen Armee benutzt. Neben einer Hubschrauberstaffel und verschiedenen anderen militärischen Einheiten und Geräten waren hier auch mehrere hundert Amerikaner beheimatet. Das Gelände wurde mittlerweile von der amerikanischen Armee verlassen und ist jetzt im Besitz des von den Städten Bruchköbel und Erlensee gegründeten „Zweckverbands Fliegerhorst Langendiebach“. Dieser Zweckverband wurde zur Vermarktung des Fliegerhorstgeländes gegründet.
Des Weiteren besitzt die Bundesanstalt des Technischen Hilfswerks (THW) einen Stützpunkt in Erlensee. Dort sind neben dem Technischen Zug auch verschiedene Fachgruppen des Landes Hessen stationiert. Ferner sind dort auch die beiden Schnelleinsatzgruppen Hochwasserschutz und Beleuchtung beheimatet.

#### Bildungseinrichtungen

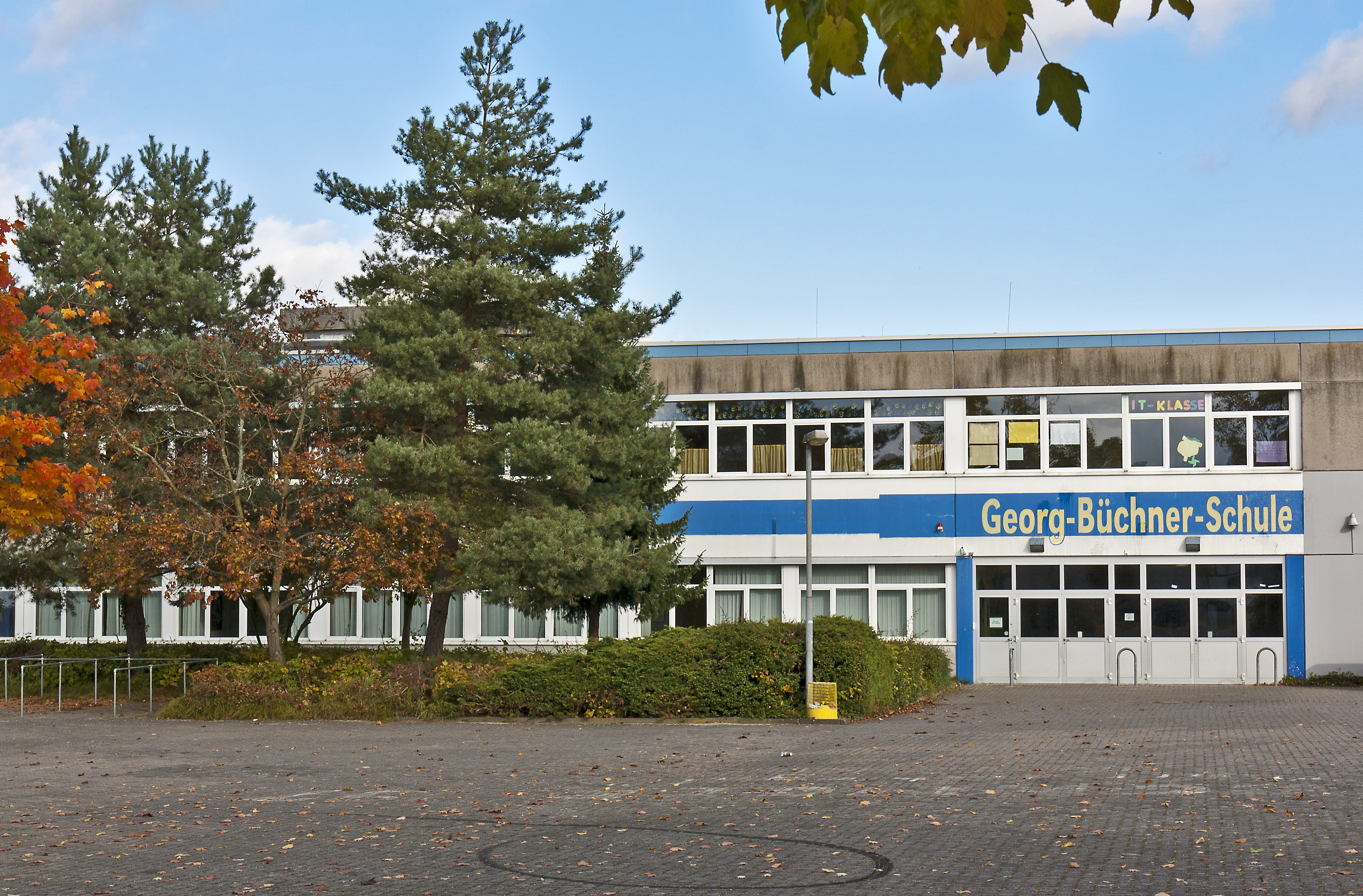
Georg-Büchner-Schule

In Erlensee gibt es drei Grundschulen (Langendiebach, Rückingen und Eulenhof) sowie eine weiterführende Gesamtschule, die Georg-Büchner-Schule (GBS). In der Stadt existiert kein Gymnasium, die Schülerinnen und Schüler werden entsprechend auf die Gymnasien im Umkreis (Hanau, Bruchköbel, Freigericht) verteilt.

#### Jugendarbeit
Für den Bereich Kinder- und Jugendbetreuung setzt sich das hauptamtliche Team Kinder- und Jugendarbeit in Erlensee ein. Das Team hat auf Basis eines Kooperationsvertrags zwei kooperierende Träger, die evangelische Kirchengemeinde Erlensee und die Stadt Erlensee. Das TKJE macht regelmäßige Angebote an verschiedenen Plätzen in Erlensee: Ev. Jugendzentrum Langendiebach (JUZ), Ev. Kulturzentrum Rückingen (KUZ) und am Römerspielplatz. Darüber hinaus gibt es noch diverse Sonderveranstaltungen, wie beispielsweise Freizeiten, Ferienspiele, Konzerte und Seminare.
Für die Kleinen stehen mehrere Spielplätze in der gesamten Stadt zur Verfügung. Für die Größeren gibt es mehrere Bolzplätze sowie eine Skateranlage auf dem Festplatz und die üblichen informellen Treffs.

### Gewerbegebiete

#### Fliegerhorst Langendiebach
Für den ehemaligen Militärflugplatz Fliegerhorst Langendiebach wurde ein Masterplan erarbeitet. Dieser sieht vor, dass auf dem Gelände große Gewerbeflächen entstehen. Vor allem die Logistikbranche ist an den Flächen interessiert, da sich das Gelände in der Metropolregion Rhein-Main und in Autobahn- und Flughafennähe befindet. Um Verkehrsanbindungen zu optimieren, soll der vorhandene Gleisanschluss reaktiviert werden und das Gelände soll an den ÖPNV angeschlossen werden. Neben großen Gewerbeflächen sollen auf dem Gelände auch noch Freizeitflächen entstehen. Außerdem ist vorgesehen, dass das Sportzentrum in der Stadtmitte auf das Gelände des ehemaligen Fliegerhorstes verlegt wird.
Im Oktober 2015 nahmen die ersten Firmen ihren Betrieb auf dem rund 100 Hektar großen Gelände, das zu diesem Zeitpunkt einer Großbaustelle glich, auf.
Ende 2020 wurde bekannt, dass Flächen auf dem ehemaligen Fliegerhorst an Google Deutschland verkauft wurden, Google plant dort den Bau eines Rechenzentrums.

#### Auf der Beune
Ebenfalls im Stadtteil Langendiebach wird derzeit ein im Vergleich kleines Gewerbegebiet „Auf der Beune“ entwickelt. Im Gegensatz zu den großen Gewerbegebieten „Gewerbepark Erlensee“ (gut 35 Hektar) und „Gewerbepark Fliegerhorst Langendiebach“ sollen hier vor allem kleine Firmen angesiedelt werden; alt eingesessenen Unternehmen soll die Möglichkeit zur Expansion gegeben werden.

### Freizeit- und Sportanlagen

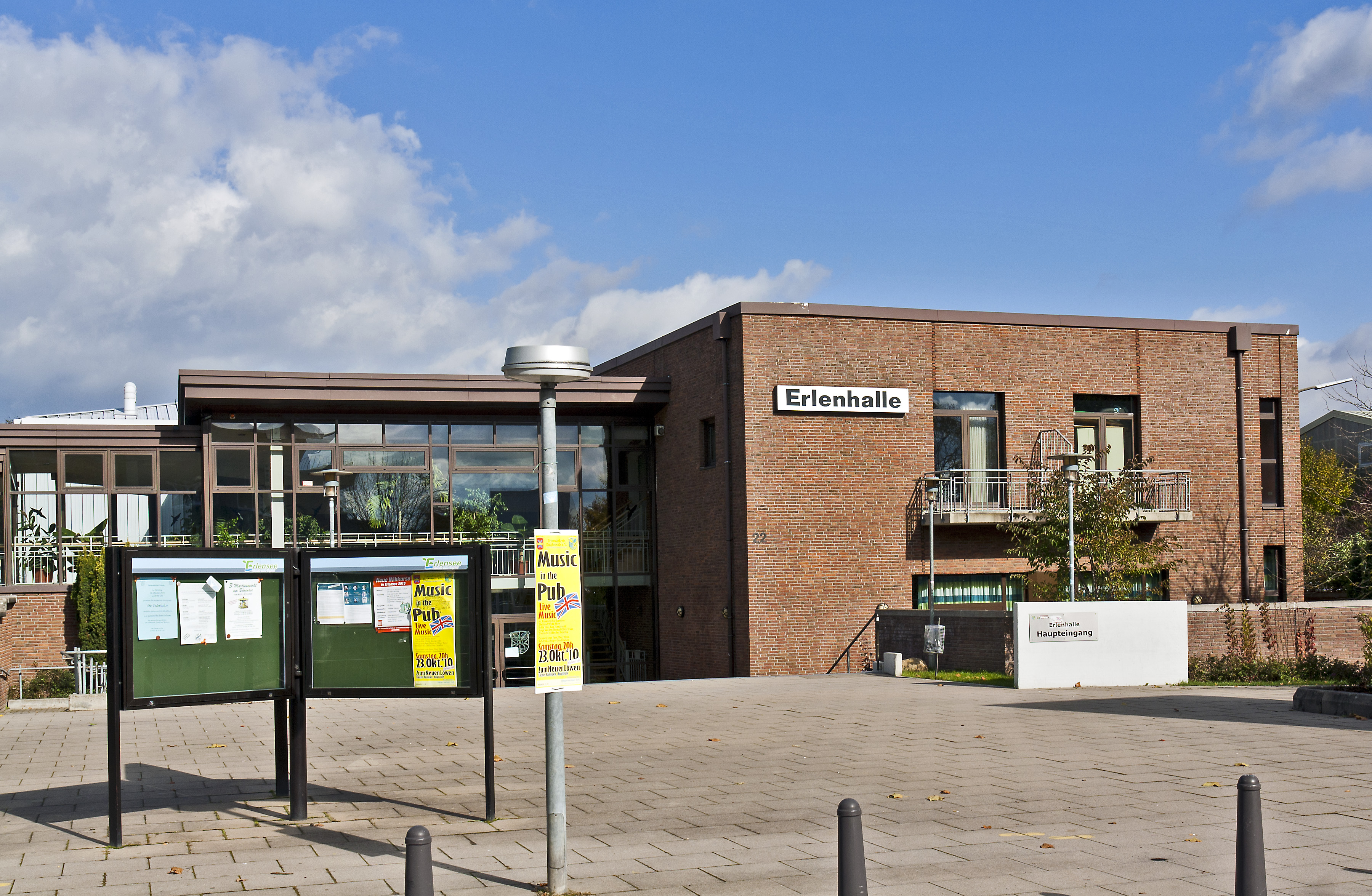
Veranstaltungszentrum Erlenhalle

Im Stadtteil Langendiebach gibt es ein Hallenbad, das jedoch seit April 2023 geschlossen ist. Das Hallenbad wurde in den Jahren 2010–2011 umfangreich saniert. Unter anderem wurde eine Saunalandschaft geschaffen. Im Markwald befindet sich der Trimm-Dich-Pfad und der Vogelschutzpark Langendiebach. Weiterhin gibt es eine Tennisanlage mit Ballsporthalle, das Sportzentrum mit Fußballplätzen und den Festplatz.
Durch das Stadtgebiet verlaufen folgende Radwanderwege:
- Der BahnRadweg Hessen führt auf ehemaligen Bahntrassen ca. 250 km durch den Vogelsberg und die Rhön.
- Der Hessische Radfernweg R3 führt als Rhein-Main-Kinzig-Radweg von Rüdesheim nach Tann in der Rhön.
- Der Deutsche Limes-Radweg ist ein ca. 818 km langer Radfernweg zwischen Rhein und Donau. Er folgt dem Obergermanisch-Raetischen Limes.

## Ehrenbürger
- Heinrich Ruth († 1974), ehem. Bürgermeister der Gemeinde Langendiebach (1948–1966).
- Aufgrund seiner Verdienste um die Erhebung Erlensees zur Stadt erhielt der ehemalige Landtagsabgeordnete Aloys Lenz aus Großkrotzenburg am 25. Juni 2014 die Ehrenbürgerwürde der Stadt Erlensee.
- Günter Brennfleck (* 1944), Geistlicher Rat und Pfarrer i. R., erhielt 2017 die Ehrenbürgerwürde.